# Campeonato Mundial de Lacrosse
El Campeonato Mundial de Lacrosse (World Lacrosse Championship) es la máxima competición internacional de lacrosse. Desde su creación en 1967 hasta el evento de 2006 fue sancionado por la International Lacrosse Federation (IFL). En 2008, la ILF se unió con el organismo rector del lacrosse femenil, la International Federation of Women's Lacrosse Associations (IFWLA), para formar la Federation of International Lacrosse (FIL). A partir de ese momento la FIL organiza todos los campeonatos mundiales de Lacrosse.
El Campeonato Mundial empezó como un evento invitacional de cuatro equipos que concedió con la celebración del centenario de la práctica de lacrosse en Canadá en 1967. Siete años después, Australia también celebró su centenario de la práctica del deporte y se organizó un evento similar, a partir de este invitacional, nació el concepto del Campeonato Mundial cada cuatro años. Solo países  norteamericanos han logrado el campeonato, siendo el máximo ganador Estados Unidos con 10 títulos, seguido por Canadá con otros tres. El Campeonato Mundial de 2018 tuvo el récord de participación con 46 países confirmados. No obstante, a partir de la edición 2022, el Campeonato Mundial de Lacrosse se disputará con 30 participantes.

## Resultados del Campeonato Mundial
| Año  | Campeón        | Subcampeón     | Marcador del campeonato | Sede                      | Número de participantes |
| ---- | -------------- | -------------- | ----------------------- | ------------------------- | ----------------------- |
| 1967 | Estados Unidos | Australia      | 25-11                   | Toronto, Canadá           | 4                       |
| 1974 | Estados Unidos | Inglaterra     | 20-14                   | Melbourne, Australia      | 4                       |
| 1978 | Canadá         | Estados Unidos | 17-16 (TE)              | Stockport, Inglaterra     | 4                       |
| 1982 | Estados Unidos | Australia      | 22-14                   | Baltimore, Estados Unidos | 4                       |
| 1986 | Estados Unidos | Canadá         | 18-9                    | Toronto, Canadá           | 4                       |
| 1990 | Estados Unidos | Canadá         | 19-15                   | Perth, Australia          | 5                       |
| 1994 | Estados Unidos | Australia      | 21-7                    | Mánchester, Inglaterra    | 6                       |
| 1998 | Estados Unidos | Canadá         | 15-14 (TE)              | Baltimore, Estados Unidos | 11                      |
| 2002 | Estados Unidos | Canadá         | 18-15                   | Perth, Australia          | 16                      |
| 2006 | Canadá         | Estados Unidos | 15-10                   | London, Canadá            | 20                      |
| 2010 | Estados Unidos | Canadá         | 12-10                   | Mánchester, Inglaterra    | 29                      |
| 2014 | Canadá         | Estados Unidos | 8-5                     | Denver, Estados Unidos    | 38                      |
| 2018 | Estados Unidos | Canadá         | 9-8                     | Netanya, Israel           | 46                      |
| 2023 | Estados Unidos | Canadá         | 10-7                    | San Diego, Estados Unidos | 30                      |

## Resultados históricos por país
| Team                   | 1967 (4)          | 1974 (4)          | 1978 (4)          | 1982 (4)          | 1986 (4)          | 1990 (5)          | 1994 (6)          | 1998 (11)         | 2002 (15)         | 2006 (21)         | 2010 (29)         | 2014 (38)         | 2018 (46) | 2023 (30) |
| ---------------------- | ----------------- | ----------------- | ----------------- | ----------------- | ----------------- | ----------------- | ----------------- | ----------------- | ----------------- | ----------------- | ----------------- | ----------------- | --------- | --------- |
| Alemania               | Sin participación | Sin participación | Sin participación | Sin participación | Sin participación | Sin participación | Sin participación | 6                 | 8                 | 8                 | 6                 | 9                 | 9         |           |
| Argentina              | Sin participación | Sin participación | Sin participación | Sin participación | Sin participación | Sin participación | Sin participación | Sin participación | Sin participación | Sin participación | 28                | 36                | 29        |           |
| Australia              | 2                 | 2                 | 3                 | 2                 | 3                 | 3                 | 2                 | 3                 | 3                 | 3                 | 3                 | 4                 | 4         |           |
| Austria                | Sin participación | Sin participación | Sin participación | Sin participación | Sin participación | Sin participación | Sin participación | Sin participación | Sin participación | Sin participación | 21                | 28                | 24        |           |
| Bélgica                | Sin participación | Sin participación | Sin participación | Sin participación | Sin participación | Sin participación | Sin participación | Sin participación | Sin participación | Sin participación | Sin participación | 27                | 30        |           |
| Bermudas               | Sin participación | Sin participación | Sin participación | Sin participación | Sin participación | Sin participación | Sin participación | Sin participación | Sin participación | 21                | 18                | 24                | 37        |           |
| Bulgaria               | Sin participación | Sin participación | Sin participación | Sin participación | Sin participación | Sin participación | Sin participación | Sin participación | Sin participación | Sin participación | Sin participación | Sin participación | R         |           |
| Canadá                 | 3                 | 2                 | 1                 | 3                 | 2                 | 2                 | 3                 | 2                 | 2                 | 1                 | 2                 | 1                 | 2         |           |
| China                  | Sin participación | Sin participación | Sin participación | Sin participación | Sin participación | Sin participación | Sin participación | Sin participación | Sin participación | Sin participación | Sin participación | 33                | 42        |           |
| China Taipéi           | Sin participación | Sin participación | Sin participación | Sin participación | Sin participación | Sin participación | Sin participación | Sin participación | Sin participación | Sin participación | Sin participación | Sin participación | 41        |           |
| Colombia               | Sin participación | Sin participación | Sin participación | Sin participación | Sin participación | Sin participación | Sin participación | Sin participación | Sin participación | Sin participación | Sin participación | 37                | 45        |           |
| Confederación Iroquesa | Sin participación | Sin participación | Sin participación | Sin participación | Sin participación | 5                 | 5                 | 4                 | 4                 | 4                 | R                 | 3                 | 3         |           |
| Corea del Sur          | Sin participación | Sin participación | Sin participación | Sin participación | Sin participación | Sin participación | Sin participación | Sin participación | 11                | 18                | 25                | 35                | 35        |           |
| Costa Rica             | Sin participación | Sin participación | Sin participación | Sin participación | Sin participación | Sin participación | Sin participación | Sin participación | Sin participación | Sin participación | Sin participación | 38                | Sp        |           |
| Croacia                | Sin participación | Sin participación | Sin participación | Sin participación | Sin participación | Sin participación | Sin participación | Sin participación | Sin participación | Sin participación | Sin participación | Sin participación | 44        |           |
| Dinamarca              | Sin participación | Sin participación | Sin participación | Sin participación | Sin participación | Sin participación | Sin participación | Sin participación | Sin participación | 16                | 26                | Sp                | 34        |           |
| Escocia                | Sin participación | Sin participación | Sin participación | Sin participación | Sin participación | Sin participación | Sin participación | 7                 | 7                 | 11                | 7                 | 6                 | 11        |           |
| Eslovaquia             | Sin participación | Sin participación | Sin participación | Sin participación | Sin participación | Sin participación | Sin participación | Sin participación | Sin participación | Sin participación | 17                | 26                | 23        |           |
| España                 | Sin participación | Sin participación | Sin participación | Sin participación | Sin participación | Sin participación | Sin participación | Sin participación | Sin participación | 17                | 16                | 30                | 31        |           |
| Estados Unidos         | 1                 | 1                 | 2                 | 1                 | 1                 | 1                 | 1                 | 1                 | 1                 | 2                 | 1                 | 2                 | 1         |           |
| Filipinas              | Sin participación | Sin participación | Sin participación | Sin participación | Sin participación | Sin participación | Sin participación | Sin participación | Sin participación | Sin participación | Sin participación | Sin participación | 10        |           |
| Finlandia              | Sin participación | Sin participación | Sin participación | Sin participación | Sin participación | Sin participación | Sin participación | Sin participación | Sin participación | 9                 | 12                | 13                | 15        |           |
| Francia                | Sin participación | Sin participación | Sin participación | Sin participación | Sin participación | Sin participación | Sin participación | Sin participación | Sin participación | Sin participación | 27                | 31                | 33        |           |
| Gales                  | Sin participación | Sin participación | Sin participación | Sin participación | Sin participación | Sin participación | Sin participación | 11                | 12                | 13                | 11                | 17                | 14        |           |
| Grecia                 | Sin participación | Sin participación | Sin participación | Sin participación | Sin participación | Sin participación | Sin participación | Sin participación | Sin participación | Sin participación | Sin participación | Sin participación | 19        |           |
| Haití                  | Sin participación | Sin participación | Sin participación | Sin participación | Sin participación | Sin participación | Sin participación | Sin participación | Sin participación | Sin participación | Sin participación | Sin participación | R         |           |
| Hong Kong              | Sin participación | Sin participación | Sin participación | Sin participación | Sin participación | Sin participación | Sin participación | Sin participación | 14                | 20                | 22                | 21                | 27        |           |
| Hungría                | Sin participación | Sin participación | Sin participación | Sin participación | Sin participación | Sin participación | Sin participación | Sin participación | Sin participación | Sin participación | Sin participación | Sin participación | 28        |           |
| Inglaterra             | 4                 | 2                 | 4                 | 4                 | 4                 | 4                 | 4                 | 5                 | 6                 | 5                 | 5                 | 5                 | 5         |           |
| Irlanda                | Sin participación | Sin participación | Sin participación | Sin participación | Sin participación | Sin participación | Sin participación | Sin participación | 13                | 7                 | 9                 | 10                | 12        |           |
| Israel                 | Sin participación | Sin participación | Sin participación | Sin participación | Sin participación | Sin participación | Sin participación | Sin participación | Sin participación | Sin participación | Sin participación | 7                 | 7         |           |
| Italia                 | Sin participación | Sin participación | Sin participación | Sin participación | Sin participación | Sin participación | Sin participación | Sin participación | Sin participación | 10                | 19                | 18                | 16        |           |
| Jamaica                | Sin participación | Sin participación | Sin participación | Sin participación | Sin participación | Sin participación | Sin participación | Sin participación | Sin participación | Sin participación | Sin participación | Sin participación | 13        |           |
| Japón                  | Sin participación | Sin participación | Sin participación | Sin participación | Sin participación | Sin participación | 6                 | 8                 | 5                 | 6                 | 4                 | 8                 | 6         |           |
| Letonia                | Sin participación | Sin participación | Sin participación | Sin participación | Sin participación | Sin participación | Sin participación | Sin participación | Sin participación | 14                | 20                | 19                | 18        |           |
| Luxemburgo             | Sin participación | Sin participación | Sin participación | Sin participación | Sin participación | Sin participación | Sin participación | Sin participación | Sin participación | Sin participación | Sin participación | Sin participación | 46        |           |
| México                 | Sin participación | Sin participación | Sin participación | Sin participación | Sin participación | Sin participación | Sin participación | Sin participación | Sin participación | Sin participación | 29                | 23                | 38        |           |
| Noruega                | Sin participación | Sin participación | Sin participación | Sin participación | Sin participación | Sin participación | Sin participación | Sin participación | Sin participación | Sin participación | 24                | 25                | 17        |           |
| Nueva Zelanda          | Sin participación | Sin participación | Sin participación | Sin participación | Sin participación | Sin participación | Sin participación | Sin participación | 15                | 19                | 15                | 12                | 21        |           |
| Países Bajos           | Sin participación | Sin participación | Sin participación | Sin participación | Sin participación | Sin participación | Sin participación | Sin participación | Sin participación | 12                | 8                 | 16                | 22        |           |
| Perú                   | Sin participación | Sin participación | Sin participación | Sin participación | Sin participación | Sin participación | Sin participación | Sin participación | Sin participación | Sin participación | Sin participación | Sin participación | 39        |           |
| Polonia                | Sin participación | Sin participación | Sin participación | Sin participación | Sin participación | Sin participación | Sin participación | Sin participación | Sin participación | Sin participación | 14                | 20                | 32        |           |
| Puerto Rico            | Sin participación | Sin participación | Sin participación | Sin participación | Sin participación | Sin participación | Sin participación | Sin participación | Sin participación | Sin participación | Sin participación | Sin participación | 8         |           |
| República Checa        | Sin participación | Sin participación | Sin participación | Sin participación | Sin participación | Sin participación | Sin participación | 9                 | 10                | 15                | 13                | 14                | 26        |           |
| Rusia                  | Sin participación | Sin participación | Sin participación | Sin participación | Sin participación | Sin participación | Sin participación | Sin participación | Sin participación | Sin participación | Sin participación | 32                | 36        |           |
| Suecia                 | Sin participación | Sin participación | Sin participación | Sin participación | Sin participación | Sin participación | Sin participación | 10                | 9                 | Sp                | 10                | 11                | 25        |           |
| Suiza                  | Sin participación | Sin participación | Sin participación | Sin participación | Sin participación | Sin participación | Sin participación | Sin participación | Sin participación | Sin participación | 23                | 15                | 20        |           |
| Tailandia              | Sin participación | Sin participación | Sin participación | Sin participación | Sin participación | Sin participación | Sin participación | Sin participación | Sin participación | Sin participación | Sin participación | 29                | Sp        |           |
| Turquía                | Sin participación | Sin participación | Sin participación | Sin participación | Sin participación | Sin participación | Sin participación | Sin participación | Sin participación | Sin participación | Sin participación | 22                | 43        |           |
| Uganda                 | Sin participación | Sin participación | Sin participación | Sin participación | Sin participación | Sin participación | Sin participación | Sin participación | Sin participación | Sin participación | Sin participación | 34                | 40        |           |

| - Catar - Chile - Eslovenia - Estonia - Guatemala - Kenia - Malasia - Mongolia - Portugal - Serbia - Singapur |

### Medallero
| Núm. | País                   | Oro | Plata | Bronce | Total |
| ---- | ---------------------- | --- | ----- | ------ | ----- |
| 1    | Estados Unidos         | 10  | 3     | 0      | 13    |
| 2    | Canadà                 | 3   | 6     | 4      | 13    |
| 3    | Australia              | 0   | 4     | 7      | 11    |
| 4    | Confederación Iroquesa | 0   | 0     | 2      | 2     |